# Wilensteinerhof
Der Wilensteinerhof ist eine Annexe der Ortsgemeinde Trippstadt und als Wohnplatz ausgewiesen.

## Lage
Der Wilensteinerhof befindet sich im Pfälzerwald. In unmittelbarer Nähe liegt das von der Moosalbe durchflossene Karlstal. Erstere nimmt unweit der Annexe von rechts den Kaltenborn auf. In unmittelbarer Nähe liegen außerdem die Annexen Karlstalhaus und Wilensteinermühle sowie die Ruine der namensgebenden Burg Wilenstein.

## Geschichte
Der Ort wurde erstmals 1550 erwähnt und diente der Versorgung der nahen Burg Wilenstein. Während des Dreißigjährigen Kriegs wurde er zerstört. Vom 18. bis zum 20. Jahrhundert lebten auf dem Hof Mennoniten. Im 21. Jahrhundert wurde vor Ort vom Deutschen Caritasverband ein Wohnprojekt initiiert, bei dem Aussteiger, zuvor Obdachlose und Flüchtlinge aufeinander treffen.

## Mennonitenfriedhof
Im Ort befindet sich außerdem ein mennonitischer Friedhof, der in der zweiten Hälfte des 18. Jahrhunderts angelegt wurde, und auf dem die aus der Schweiz eingewanderten Mennoniten bestattet wurden.

## Bauwerke
Am südöstlichen Siedlungsrand befindet sich ein denkmalgeschützter Brunnen.